# لويس كابرال
لويس كابرال (بالبرتغالية: Luís Cabral) (و. 1931 – 2009 م) هو رجل دولة، وسياسي من غينيا بيساو ولد في بيساو.
كان كابرال هو رئيس البلاد من 1973 إلى غاية 1980، حيث أطاح به انقلاب عسكري بزعامة جواو برناردو فييرا، الذي ترأس غينيا بيساو بعده.

## روابط خارجية
- لويس كابرال على موقع مونزينجر (الألمانية)